# 三体 (舞台剧)
《三体》是由Lotus Lee戏剧工作室出品的多媒体3D舞台剧。该剧根据刘慈欣同名小说《三体》的第一部改编，该剧由作者刘慈欣本人担任监制。3D科幻舞台剧《三体》于2016年6月1日至11日期间在上海文化广场首演，同年8月至11月，首轮全国巡演历经北广深、成都、重庆等众多一二线城市。2017年4月中旬起，将展开第二轮巡演。2017年6月1日至4日，《三体》舞台剧将重回上海演出。

## 背景故事
2015年8月23日，刘慈欣长篇小说《三体》荣获第73届世界科幻大会雨果奖最佳长篇小说奖。同年12月，《三体》舞台剧首次曝光宣传海报，并举行新闻发布会暨开票仪式，现场曝光了首支概念特效视频。
2016年4月13日，东方卫视早新闻对《三体》舞台剧项目的开展进行了播报。4月27日起，《三体》舞台剧先后前往上海移动互联网创新园、金桥瑞邑商业园、上海理工大学国家大学科技园、上海浦东软件园开展三体原画展活动。6月1日至11日，作品《三体》于上海文化广场首演，并于沪持续十二场连演。8月至11月，《三体》舞台剧首轮中国大陆巡演，历经北广深、成都、重庆等众多一二线城市，上座率高达90%以上。
2017年1月6日至10日，《三体》舞台剧制作方Lotus Lee戏剧工作室，作为为数不多接受美国表演艺术家协会（APAP）官方邀请的非国家级表演艺术团体的一个民营剧团，携作品《三体》舞台剧参加美国表演艺术家协会论坛展会。6月1日至4日，舞台剧《三体》重回上海。

## 制作团队
- 制作方：LotusLee戏剧工作室[10]

- 导演：刘方祺[11]

- 监制：刘慈欣[1]

- 视效总监导演：张笑帆[12]

- 舞美：王瑜[13]

## 演出信息
- 上海站首演：上海文化广场（共12场）   2016/6/1-6/11  每晚19:15和周6周日下午14:00[2]
- 北京站： 北京展览馆（共五场）：     2016/8/3-8/7每晚19:30[14]
- 广州站： 广州友谊剧院（共三场）：  2016/8/12-8/14每晚19:30[15]
- 深圳站： 深圳大剧院（共三场）：    2016/8/18-8/20每晚19:30[16]
- 成都站： 成都锦城艺术宫（共四场）： 2016/10/13-10/16每晚19:30[17]
- 重庆站： 重庆保利剧院（共三场）：  2016/10/21-10/23每晚19:30[18]